# Proyecto de Investigación de la Sábana Santa de Turín

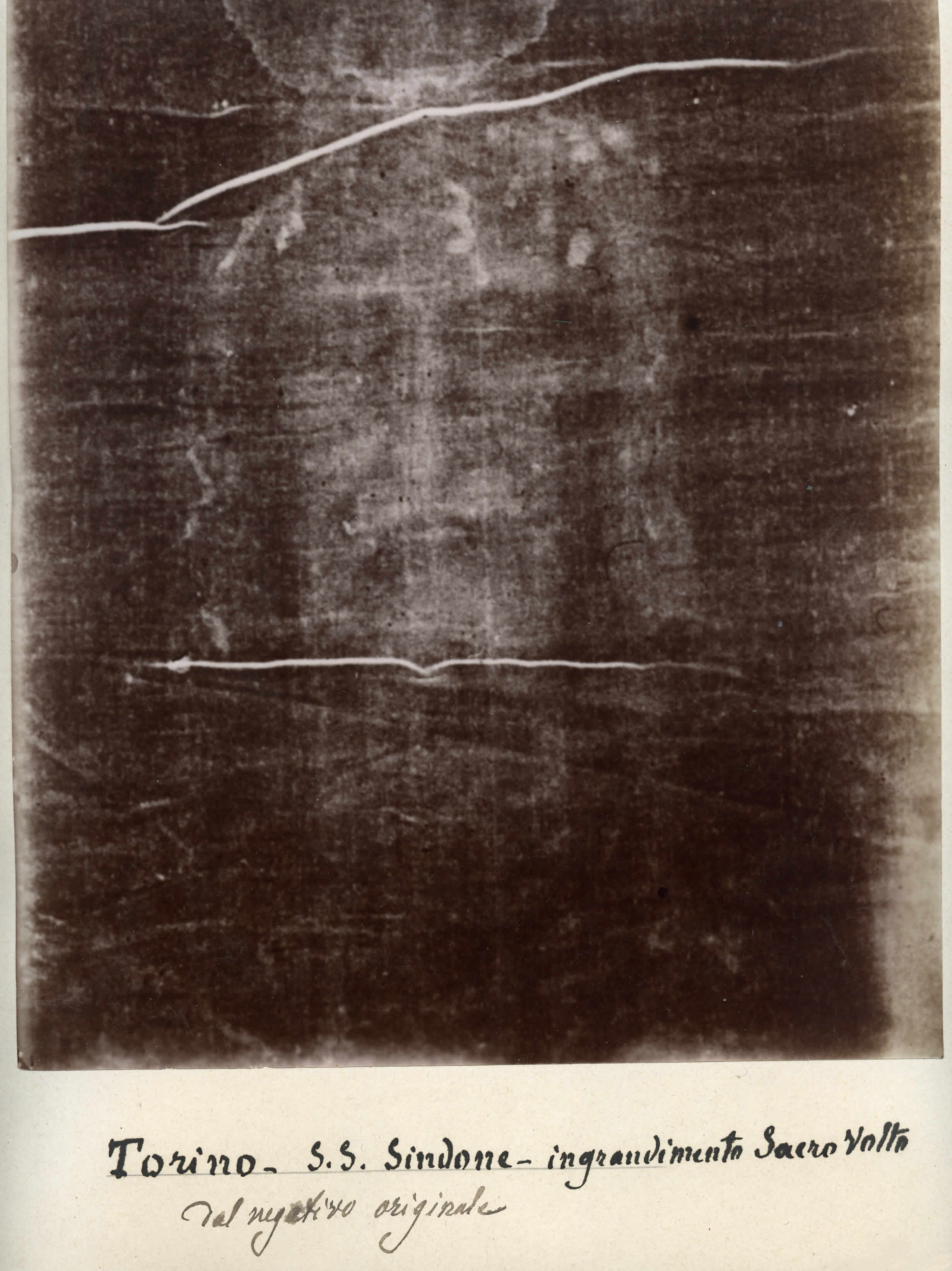
Imagen del posible rostro de Jesús grabado en la sabana santa

El Proyecto de Investigación del Sudario de Turín (en inglés Shroud of Turin Research Project, a menudo abreviado como STURP) fue llevado a cabo por un equipo de científicos estadounidenses que analizaron el objeto en 1978. Publicó diversos artículos entre 1980 y 1982.

## Historia
Los orígenes del grupo se remontan a los experimentos del físico John P. Jackson, el termodinamicista Eric Jumper y el fotógrafo William Mottern en 1976. Usando las ideas de la ciencia aeroespacial para construir modelos tridimensionales a partir de imágenes de Marte, Eric Jumper construyó dispositivos iniciales para probarlos con las fotografías de la Sábana Santa de Turín. Estos fueron los primeros experimentos relacionados con la Sábana realizados por científicos.
En marzo de 1977 presentaron sus resultados en una conferencia en Albuquerque, Nuevo México, auspiciada por la Cofradía de la Sábana Santa (Holy Shroud Guild), una organización católica del Estado de Nueva York. La conferencia, que mostraba que la Sábana Santa incluía información tridimensional, atrajo el interés de muchos científicos. La Cofradía de la Sábana Santa auspició que un equipo de científicos se dirigieran a Turín para estudiarla.
El físico nuclear Tom D'Muhala encabezó el grupo. Además de Jackson, Jumper y Motten, el equipo incluía al químico térmico Raymond N. Rogers, Ron London y Roger Morris, todos del Laboratorio Nacional de Los Álamos. Otros miembros del equipo incluyeron a Don Lynn del Laboratorio de Propulsión a Reacción en Pasadena, el biofísico John Heller, los fotógrafos Vern Miller y Barrie Schwortz, el físico óptico Sam Pellicori y los expertos en energía eléctrica John D. German y Rudy Dichtl, así como el patólogo forense Robert Bucklin. STURP no incluía expertos en arte, arqueología o textiles medievales.
Para conmemorar el 400 aniversario de la llegada de la Sábana Santa a Turín, se exhibió al público del 27 de agosto al 8 de octubre de 1978. Aproximadamente 3 millones de visitantes que asistieron a la exposición de la Sábana, que se encontraba protegida por un cristal a prueba de balas. Durante los siguientes 5 días después de la exposición, el equipo STURP analizaba la Sábana durante las 24 horas en el palacio real contiguo a la catedral de Turín. Algunos científicos dormían mientras otros trabajaban. Un equipo de científicos europeos encabezado por Luigi Gonella supervisó las actividades. El equipo reunió muestras de material con cinta adhesiva de varios puntos de la superficie del sudario.
Los miembros del equipo STURP continuaron su investigación después de acceder a la Sábana Santa y publicaron muchos de sus resultados en revistas científicas y expedientes. Una nota distribuida a la prensa con el título «Un resumen de las conclusiones del STURP» de 1981 dice:

"Podemos concluir por ahora que la imagen de la Sábana Santa es la de una forma humana real de un hombre azotado y crucificado. No es el producto de un artista. Las manchas de sangre están compuestas de hemoglobina y también dan una prueba positiva de albúmina sérica. La imagen es un misterio en curso y hasta que se realicen más estudios químicos, tal vez por este grupo de científicos, o tal vez por algunos científicos en el futuro, el problema sigue sin resolverse ".

Joe Nickell, del Comité para la Investigación Escéptica, ha señalado que "los líderes de STURP sirvieron en el consejo ejecutivo de la Cofradía de la Sábana Santa, que está dedicado a la "causa" de la supuesta reliquia".

## Miembros del STURP en 1978
Miembros del STURP en 1978:
- Joseph S. Accetta, Lockheed Corporation (investigador en Turín en 1978)
- Allan Adler, Universidad Estatal de Connecticut Occidental
- Steven Baumgart, Laboratorio de Armas de la Fuerza Aérea (investigador en Turín en 1978)
- Ernest H. Brooks II, Instituto de Fotografía Brooks (investigador en Turín en 1978)
- Robert Bucklin, Harris County, Texas, Medical Examiner's Office (investigador en Turín en 1978)
- Donald Devan, Oceanographic Services Inc. (en Turín en 1978)
- Robert Dinegar, Laboratorio Nacional de Los Álamos (investigador en Turín en 1978)
- Rudolph J. Dichtl, Universidad de Colorado (investigador en Turín en 1978)
- Thomas F. D'Muhala, Corporación de Tecnología Nuclear (investigador en Turín en 1978)
- Jim Drusik, Museo de Historia Natural del Condado de Los Ángeles
- Mark Evans, Instituto Brooks de Fotografía (investigador en Turín en 1978)
- Joseph M. Gambescia Sr., Centro Médico St. Agnes - Análisis médico
- John D. German, Laboratorio de Armas de la Fuerza Aérea (investigador en Turín en 1978)
- Roger Gilbert, Oriel Corporation (investigador en Turín en 1978)
- Marty Gilbert, Oriel Corporation (investigador en Turín en 1978)
- Thomas Haverty, Termógrafo de las Montañas Rocosas (investigador en Turín en 1978)
- John Heller, Instituto de Nueva Inglaterra
- John P. Jackson, Academia de la Fuerza Aérea de EEUU (investigador en Turín en 1978)
- Donald Janney, Laboratorio Nacional de Los Álamos (investigador en Turín en 1978)
- Joan Janney, Laboratorio Nacional de Los Álamos (investigador en Turín en 1978)
- Eric J. Jumper, Academia de la Fuerza Aérea de EEUU (investigador en Turín en 1978)
- J. Ronald London, Laboratorio Nacional de Los Álamos (investigador en Turín en 1978)
- Jean Lorre, Laboratorio de Propulsión a Reacción (investigador en Turín en 1978)
- Donald J. Lynn, Laboratorio de Propulsión a Reacción (investigador en Turín en 1978)
- Vernon D. Miller, Instituto de Fotografía Brooks (investigador en Turín en 1978)
- Roger A. Morris, Laboratorio Nacional de Los Álamos (investigador en Turín en 1978)
- Robert W. Mottern, Laboratorio Nacional de Sandía (investigador en Turín en 1978)
- Samuel Pellicori, Santa Barbara Research Center (investigador en Turín en 1978)
- Raymond Rogers, Laboratorio Nacional de Los Álamos (investigador en Turín en 1978)
- Larry Schwalbe, Laboratorio Nacional de Los Álamos
- Barrie M. Schwortz, Estudios Barrie Schwortz (investigador en Turín en 1978)
- Diane Soran, Laboratorio Nacional de Los Álamos
- Kenneth E. Stevenson, IBM (investigador en Turín en 1978)